# Бистшиця-Клодзька
Бистшиця-Клодзька (пол. Bystrzyca Kłodzka, чеськ. Kladská Bystřice, нім. Habelschwerdt) — місто в південно-західній Польщі, на річці Ниса-Клодзька.
Належить до Клодзького повіту Нижньосілезького воєводства.

## Демографія
Демографічна структура станом на 31 березня 2011 року:
|          | Загалом | Допрацездатний вік | Працездатний вік | Постпрацездатний вік |
| -------- | ------- | ------------------ | ---------------- | -------------------- |
| Чоловіки | 5025    | 935                | 3566             | 524                  |
| Жінки    | 5627    | 847                | 3277             | 1503                 |
| Разом    | 10652   | 1782               | 6843             | 2027                 |